# Pik Talgar
Pik Talgar (kazašky Талғар шыңы) je hora v pohoří Ťan-šan ve střední Asii v Kazachstánu.
Je s nadmořskou výškou 4978,9 metrů nejvyšší hora v Zailijském Alatau a nachází se v blízkosti kazašské metropole Almaty, jižně od města Talghar. Hora je oblíbenou vysokohorskou destinací.
Vedle hlavního vrcholu má hora skoro 5000 metrů vysoký severní vrchol a 4860 metrů vysoký jihozápadní vrchol. Na jižních svazích masívu je ledovec, který je 12 kilometrů dlouhý a je největším ledovcem v Zailijském Alatau.